# Séverin Gałęzowski
Pour les articles homonymes, voir Gałęzowski.
Seweryn Gaspard Gałęzowski, né à Kniaża Krynycia (Ukraine) le 25 janvier 1801, mort à Paris le 31 mars 1878, est un médecin et chirurgien polonais.

## Biographie
Il est le fils de Jean et Marie de Reinberg et l'oncle de Ksawery Gałęzowski, avec lequel il arrive à Paris après avoir fui la Pologne à la suite de l'invasion de l'Empire russe.
Il est professeur à Université de Vilno, et médecin en chef de l’armée lors de l'Insurrection de novembre 1830.
Il est président de l'École polonaise des Batignolles.
Il meurt célibataire sans sa maison située rue de Clichy, le 31 mars 1878 à l'âge de 77 ans. Il est enterré au cimetière du Père-Lachaise (68e division).

## Distinctions
- Chevalier dans l'Ordre militaire de Virtuti Militari